# Bernd Becker (Jurist)
Bernd Becker (* 20. Mai 1941 in Königsberg; † 30. April 2012 in Niebüll) war ein deutscher Rechts- und Verwaltungswissenschaftler. Er war unter anderem Professor für Verwaltungswissenschaften und Verwaltungsrecht an der Universität der Bundeswehr in München.

## Leben
Bernd Becker studierte von 1961 bis 1965 Rechts- und Wirtschaftswissenschaften an den Universitäten Heidelberg, Paris und Hamburg. Sein Erstes juristisches Staatsexamen absolvierte er 1965. Im Jahr 1967 wurde er an der Universität Hamburg mit der Arbeit Die Verlagerung gemeindlicher Selbstverwaltungsaufgaben auf das Schleswig-Holsteinische Amt. Eine verwaltungswissenschaftliche Untersuchung der Ursachen, Faktoren und Folgen zum Dr. jur. promoviert. Die Dissertation wurde von Werner Thieme betreut. Sein Zweites juristisches Staatsexamen absolvierte er 1969. 
Nach seiner Referendarzeit in den Jahren von 1967 bis 1970, die er unter anderem bei der Freien und Hansestadt Hamburg und beim Devon County Council (England) verbracht hat, war Becker Projektleiter und Organisator im Bereich Netzplantechnik, Erhebungstechnik und Soziometrie bei der Unilever AG in Hamburg. Danach war er Projekt- und Organisationsleiter sowie Leiter des Referats Allgemeine Verwaltungsstruktur bei der Wibera AG in Düsseldorf. 
Von 1973 bis 1974 hatte er einen Lehrauftrag als Professor an der Hochschule für Verwaltungswissenschaften in Speyer, insbesondere für Organisation und Organisationstechnik unter besonderer Berücksichtigung des Führungs- und Planungsprozesses. Von 1974 bis 1976 hatte er den Lehrstuhl für Verwaltungslehre an der Universität der Bundeswehr in Hamburg, Fachbereich Wirtschafts- und Organisationswissenschaften inne. 1976 wechselte er aufgrund eines Rufes als Ordinarius an die Universität der Bundeswehr in München, Fachbereich Wirtschafts- und Organisationswissenschaften; dort hatte er den Lehrstuhl für Verwaltungswissenschaft und Verwaltungsrecht bis zu seiner Emeritierung im Jahr 2006 inne.
Neben seiner Lehr- und Forschungstätigkeit war Becker von 1978 bis 1979 Mitglied der Kommission des Bundesverteidigungsministeriums zur Stärkung der Führungstätigkeit und Entscheidungsverantwortung in der Bundeswehr. Er war Sachverständiger des Bundesministeriums des Innern für die Anhörung über Ursachen der Bürokratisierung der Verwaltung im Jahr 1980 und für die Anhörung „Bericht der Bundesregierung über Fragen der Folgen der Bevölkerungsentwicklung in der BRD“ im Jahr 1982. Im Jahre 1982 lehnte er einen Ruf als Professor für European and Comparitive Public Administration – Head of Departement an der Universität Maastricht ab. 1983/1984 war er Gastprofessor am Europäischen Institut in Maastricht. 1988 lehnte er  einen Ruf als Professor für Verwaltungswissenschaften an der Universität Konstanz ab.
Bernd Becker war seit 1969 verheiratet mit Margot Becker, geborene Kottke, und hatte die zwei Kinder Cathy und Patrick.
Bekannt wurde Bernd Becker insbesondere durch sein für die Verwaltungswissenschaft grundlegendes Werk Öffentliche Verwaltung. Lehrbuch für Wissenschaft und Praxis, das 1989 erschien. Daneben hat er zahlreiche Fachaufsätze und Bücher in den Bereichen Verwaltungswissenschaft und Umweltrecht geschrieben, die im In- und Ausland publiziert wurden.